# Yambuk
Yambuk is een plaats in de Australische deelstaat Victoria en telt 540 inwoners (2006).